# Recycler
Recycler è il decimo album in studio del gruppo musicale statunitense ZZ Top, pubblicato il 16 ottobre 1990 dalla Warner Bros. Records.
Con questo disco il gruppo abbandona le influenze elettroniche presenti nei lavori precedenti per un parziale ritorno al classico stile blues rock.
Il singolo Doubleback fa parte della colonna sonora del film Ritorno al futuro - Parte III.

## Tracce
Tutti i brani sono scritti da Gibbons, Hill e Beard.
1. Concrete and Steel – 3:49
2. Lovething – 3:25
3. Penthouse Eyes – 3:47
4. Tell It – 4:48
5. My Head's in Mississippi – 4:25
6. Decision Or Collision – 4:03
7. Give It Up – 3:33
8. 2000 Blues – 4:45
9. Burger Man – 3:19
10. Doubleback – 3:54

## Formazione
- Billy Gibbons – voce, chitarra
- Dusty Hill – basso, tastiere
- Frank Beard – batteria, percussioni